# Platamus
Platamus es un género de coleóptero de la familia Silvanidae.

## Especies
Las especies de este género son:
- Platamus buqueti Grouvelle
- Platamus castaneus Grouvelle
- Platamus debilis Grouvelle
- Platamus deyrollei Grouvelle
- Platamus dufaui Grouvelle
- Platamus humeralis Reitter
- Platamus longicornis Sharp
- Platamus richteri Reitter
- Platamus schaumi Grouvelle
- Platamus sharpi Hetschko